# Făget (okręg Bacău)
Făget (węg. Bükk) – wieś w Rumunii, w okręgu Bacău, w gminie Ghimeș-Făget. W 2011 roku liczyła 1519 mieszkańców.